# Гистондеацетилаза 2
 Гистондеацетилаза 2  — фермент из семейства деацетилаз гистонов, кодируемый у человека геном  HDAC2 .

## Функция
Продукт гена HDAC2 относится к семейству деацетилаз гистонов. Гистондеацетилазы работают в составе крупных мультибелковых комплексов и отвечают за деацетилирование остатков лизина на N-концевой области ко́ровых гистонов (H2A, H2B, H3 и H4). Этот белок также формирует комплексы транскрипционных репрессоров, связываясь с различными белками, в том числе YY1, одним из фактором транскрипции млекопитающих. Гистондеацетилаза 2 играет важную роль в регуляции транскрипции, клеточного цикла и в развитии.

## Взаимодействия
Гистондезацетилаза 2 взаимодействует с:
- ATR,[7]
- BUB3,[8]
- CDC20,[8]
- CDH1,[8]
- CHD3,[9][10][11]
- CHD4,[9][10][7]
- DNMT1,[12]
- EED,[13]
- EZH2[13]
- FKBP3,[14]
- GATA4,[15]
- GTF2I,[9][16]
- HDAC10,[17]
- HDAC1,[9][10][18][19][13][17][20][21][22][23][24][25][26]
- HMG20B,[9][19]
- HSPA4,[20]
- HCF1,[27]
- MTA1,[9][18][28]
- MTA2,[9][18][24]
- MXD1,[29][30]
- Mad1,[8]
- MBD2,[24][31][32]
- PHF21A,[9][19][33]
- PPP1R8,[34]
- RBBP4,[9][10][35][36]
- RCOR1,[19][37]
- RELA,[38][39]
- Белок ретинобластомы,[40]
- SAP30,[24][41][42]
- SIN3A,[9][10][35][36][29][43][44]
- SMARCA5,[11]
- SNW1,[45]
- SUV39H1,[46]
- Sp1,[36][47][48]
- Sp3,[47][48]
- TOP2B,[49]
- YY1.[50][51][52]